# Махницкий, Олег Игоревич
Олег Игоревич Махницкий (укр. Олег Ігорович Махніцький; род. 15 марта 1970, Львов) — украинский юрист, исполняющий обязанности генерального прокурора Украины с 24 февраля по 18 июня 2014 года.

## Биография

### Ранние годы
Олег Игоревич Махницкий родился 15 марта 1970 года во Львове, в семье служащих.

### Образование
В 1977—1985 годах Олег Махницкий учился в средней школе № 87 города Львова. Далее продолжил обучение в СШ № 22, которую окончил в 1987 году. В течение 1991—1996 годов учился на юридическом факультете ЛГУ им. Ивана Франко. Получил высшее образование по специальности «правоведение».

### Карьера
Трудовую деятельность Олег Махницкий начал в 1988 году на Львовском производственном швейном объединении «Маяк». В 1990 году работал организатором туристических поездок на производственно-творческое объединение «Краевед». В 1996 году Олег Махницкий стажировался в прокуратуре Львовской области. С 1997 по 1998 год работал следователем в прокуратуре Франковского района Львова.
С 1998 по 1999 год был следователем отдела следственного управления прокуратуры Львовской области, которое впоследствии реорганизовано в управление надзора за соблюдением законов органами, которые проводят оперативно-розыскную деятельность, дознание и досудебное следствие прокуратуры Львовской области. После реорганизации работает старшим следователем.
С 1999 по 2001 год работал юристом на ЧП «Агентство безопасности „Скорпион“». В течение 2001—2003 годов Олег Махницкий занимался индивидуальной адвокатской практикой. В 2003 году работал адвокатом в адвокатском объединении «Осадчий и партнёры». В ноябре 2003 года стал соучредителем и управляющим партнёром Адвокатского объединения «Валько и Махницкий».
В 2004 году представлял интересы Олега Тягнибока в судебном процессе по делу о высказываниях лидера «Свободы» на горе Яворине. Судебные разбирательства по этому делу закончились в 2007 году оправдательным приговором.
В 2006 году на местных выборах Махницкий был избран депутатом Львовского городского совета, где был членом постоянной депутатской комиссии землепользования. На выборах во Львовский горсовет в 2010 году он вновь был избран депутатом.
На парламентских выборах 2012 года Олег Махницкий был избран народным депутатом от ВО «Свобода». Первый заместитель председателя Комитета Верховной рады по вопросам верховенства права и правосудия.
22 февраля 2014 года постановлением Верховной рады Олег Махницкий был назначен уполномоченным украинского парламента по контролю за деятельностью прокуратуры. 24 февраля 2014 года указом и. о. президента Украины Александра Турчинова Махницкий был назначен исполняющим обязанности Генерального прокурора Украины, в тот же день данное назначение было согласовано Верховной радой.
Во время крымского конфликта, 5 марта 2014 года, Олег Махницкий открыл уголовное производство в отношении командующего Черноморским флотом Российской Федерации вице-адмирала Александра Витко за «подстрекательство к государственной измене и организации диверсии».
Включён в список персон нон грата в Республике Крым.
Освобождён от должности и. о. Генерального прокурора Украины указом президента Украины Петра Порошенко от 18 июня 2014 года.
С 18 июня 2014 по 5 февраля 2015 года — советник президента Украины.
10 апреля 2015 года Генеральная прокуратура Украины сообщила о проводимой проверке причастности Олега Махницкого к сознательному затягиванию расследования преступлений против активистов Евромайдана.
25 февраля 2016 года Генеральная прокуратура Украины вызвала на допрос бывшего исполняющего обязанности генерального прокурора Украины Олега Махницкого по делу о превышении должностными лицами Генпрокуратуры своих служебных полномочий, препятствовавших проведению досудебного расследования в уголовном производстве по фактам противодействия протестным акциям по ч. 3 ст. 365 (превышение власти или служебных полномочий работником правоохранительного органа) Уголовного кодекса Украины.
25 декабря 2018 года включён в список украинских физических лиц, против которых российским правительством введены санкции.

## Награды
- Наградное оружие — пистолет «Glock 19» (27 марта 2014)[10].